# Менди (Папуа — Новая Гвинея)
Менди (англ. Mendi) — город в центральной части Папуа — Новой Гвинеи. Административный центр провинции Саутерн-Хайлендс.

## Общая информация
Город расположен в долине реки Менди, на высоте 1849 м над уровнем моря. Автомобильная дорога связывает Менди с городом Маунт-Хаген. Вблизи Менди имеются чайные и кофейные плантации.
В 2000 году в Менди вспыхнули конфликты на племенной почве; в результате столкновений несколько десятков человек были убиты.

## Население
По данным на 2013 год численность населения города составляла 56 055 человек.
Динамика численности населения города по годам:
| 1980  | 1990  | 2000   | 2013   |
| ----- | ----- | ------ | ------ |
| 4 130 | 6 192 | 17 119 | 56 055 |